# União Desportiva Lavrense
O União Desportiva Lavrense é um clube de futebol português fundado a 29 de janeiro de 1994, sediado na freguesia de Lavra e na cidade de Matosinhos.
Embora o foco esteja na formação a equipa principal conta com uma conquista da AF Porto 2ª Divisão.
Ao longo da sua curta história o Lavrense foi tendo como principal rival o Unidos de Paiço graças à situação geográfica e histórica.

## História

### Origem e Fundação do União Desportiva Lavrense
A origem do clube vem da criação das sociedades desportivas do Grupo Desportivo de Paiço a 13 de maio de 1955 que a par do futebol também tinha o ciclismo, do qual detinha prestígio regional; do Futebol Clube de Lavra a 10 de junho de 1962 notório pelo seu apoio às camadas jovens e o Marítimo Angeiras Futebol Clube a 1 de fevereiro de 1977 que chegou a conquistar uma AF Porto 3ª Divisão. A 29 de janeiro de 1994 estes três acabariam por se unir para formar o Lavrense.

### Primeiros Anos
Nos anos 1995/96 seria aberta uma secção de Hóquei em Patins nas instalações do, entretanto extinto FC Lavra, mas que no ano seguinte devido a não haver condições seria transferido para o Centro de Recreio Popular da Freguesia de Lavra.
A primeira e mais recente conquista acabaria por chegar na época 2006/07 com a AF Porto 2ª Divisão.

## Futebol

### Palmarés
| Regionais | Regionais           | Regionais | Regionais  |
|           | Competição          | Títulos   | Épocas     |
| --------- | ------------------- | --------- | ---------- |
|           | AF Porto 2ª Divisão | 1         | 2006/07    |
|           | Total de Títulos    | 1         | 1 Regional |

 Atualizado em 7 de agosto de 2023[carece de fontes?]